# Чемпионат мира по шорт-треку 1983
Чемпионат мира по шорт-треку 1983 года проходил с 8 по 10 апреля в Токио (Япония).

## Общий медальный зачёт
| Место         | Страна        | Золото | Серебро | Бронза | Всего |
| ------------- | ------------- | ------ | ------- | ------ | ----- |
| 1             | Канада        | 10     | 3       | 5      | 18    |
| 2             | Япония        | 0      | 5       | 3      | 8     |
| 3             | США           | 0      | 1       | 2      | 3     |
| 4             | Австралия     | 0      | 1       | 0      | 1     |
| Всего медалей | Всего медалей | 10     | 10      | 10     | 30    |

## Медалисты

### Мужчины
| Дисциплина | Золото                                                        | Серебро                                                                           | Бронза                                                                                |
| ---------- | ------------------------------------------------------------- | --------------------------------------------------------------------------------- | ------------------------------------------------------------------------------------- |
| Многоборье | Луи Гренье Канада                                             | Мишель Делиль Канада                                                              | Ги Деньо Канада                                                                       |
| 500 м      | Луи Гренье Канада                                             | Ги Деньо Канада                                                                   | Патрик Мур США                                                                        |
| 1000 м     | Луи Гренье Канада                                             | Ги Деньо Канада                                                                   | Мишель Делиль Канада                                                                  |
| 1500 м     | Мишель Делиль Канада                                          | Тосинобу Каваи Япония                                                             | Луи Гренье Канада                                                                     |
| 3000 м     | Луи Гренье Канада                                             | Тацуёси Исихара Япония                                                            | Юити Акасака Япония                                                                   |
| Эстафета   | Канада · Ги Деньо · Луи Гренье · Мишель Делиль · Бенуа Ламарш | Австралия · Майкл Ричмонд · Майкл Хирн · Гарри Спрэгг · Дэнни Ках · Джордж Фабиан | Япония · Тацуёси Исихара · Тосинобу Каваи · Юити Акасака · Хироси Тода · Масаки Ясуда |

### Женщины
| Дисциплина | Золото                                                                 | Серебро                                                                         | Бронза                                                                           |
| ---------- | ---------------------------------------------------------------------- | ------------------------------------------------------------------------------- | -------------------------------------------------------------------------------- |
| Многоборье | Сильви Дэгль Канада                                                    | Мика Като Япония                                                                | Мариз Перро Канада Миёси Като Япония                                             |
| 500 м      | Сильви Дэгль Канада                                                    | Мика Като Япония                                                                | Мариз Перро Канада                                                               |
| 1000 м     | Сильви Дэгль Канада                                                    | Бонни Блэр США                                                                  | Мика Като Япония                                                                 |
| 1500 м     | Сильви Дэгль Канада                                                    | Миёси Като Япония                                                               | Хироми Такеути Япония                                                            |
| 3000 м     | Сильви Дэгль Канада                                                    | Мика Като Япония                                                                | Мариз Перро Канада                                                               |
| Эстафета   | Канада · Сильви Дэгль · Мариз Перро · Натали Ламбер · Мари-Жозе Мартин | Япония · Эйко Сисии · Мика Като · Хироми Такеути · Миёси Като · Марико Киносита | США · Бонни Блэр · Лидия Стефанс · Глория Богацки · Мора д'Андреа · Мишель Клайн |